# H5N1
 Der er for få eller ingen kildehenvisninger i denne artikel, hvilket er et problem. Du kan hjælpe ved at angive troværdige kilder til de påstande, som fremføres i artiklen.

H5N1 er en type af fugleinfluenza, der har været skyld i en lang række dødsfald blandt mennesker i forskellige asiatiske lande. Den er også blevet fundet i døde fugle i mange europæiske lande.
Virussen spredes typisk rundt i verden ved hjælp af trækfugle, hvorefter de så smitter de lokale fugle. Mennesker smittes typisk kun hvis de har haft stor kontakt med smittede fugle. 

## 2025
I 2025 er H5N1-virusinfektioner spredt sig til bl.a. USA, hvor snesevis af pattedyrarter, herunder katte (både vilde og husdyr), vaskebjørne, bjørne og søløver. I mindst et år har H5N1 inficeret malkekvæg, som ellers ikke har været kendt for at være modtagelige for denne type influenza.  I nogle køer har det haft varige effekter, reduceret mælkeproduktionen og øget odds for spontane aborter. 67 amerikanere er blevet inficeret og en person er afgået ved døden. Også en 13-årig pige i Canada er afgået ved døden. Begge var inficeret med en ny type H5N1 som nu er almindelig i vilde fugle i Amerika.

## 2006
En verdensomspændende H5N1 bredte sig i 2006 som kostede tæt på 500 mennesker livet.
En musvåge blev 16. marts 2006 bekræftet af Danmarks Fødevareforskning som værende bærer af denne farlige variant. Dette er det første tilfælde af fugleinfluenza i Danmark. 2 dage senere konstateres Danmarks andet tilfælde af fugleinfluenza, i troldænder, fundet døde drivende rundt ved lystbådehavnen i Ærøskøbing på Ærø.